# Drapeau et armoiries du canton du Tessin
Le drapeau et les armoiries tessinoises sont des emblèmes officiels de la république et canton du Tessin.

## Histoire
Avant 1803, le canton du Tessin n'existait pas institutionnellement. Au Moyen Âge, le territoire correspondant actuellement au canton était sous l'administration de Côme et du duché de Milan jusqu'aux guerres gagnées en 1440 puis en 1500 par Uri. Les Confédérés annexèrent la région en 1512. Le territoire consistait en bailliages, à savoir la Léventine, qui dépendant du canton d'Uri, la Riviera, Bellinzone, la Vallemaggia, Locarno, Lugano et Mendrisio. Les drapeaux de ces bailliages représentaient une croix blanche traversante sur fond rouge identique au drapeau de la Savoie. Cette croix blanche sur fond blanc devait signifier la souveraineté exercée sur ces territoires par presque tous les Confédérés.
En 1798, deux cantons intégrèrent la République helvétique, à savoir le Canton de Belinzona et le Canton de Lugano. Aussi, avec l'Acte de Médiation en 1803, le canton devint indépendant et souverain.
Le 23 mai 1803, le Grand Conseil tessinois constitue une commission chargée de donner au canton ses propres armoiries et drapeau dont « les couleurs sont le rouge et le bleu ». Les nouvelles couleurs, armoiries et drapeau sont adoptés par décret le 26 mai 1803.
L'absence de prescriptions précise concernant le drapeau a longtemps été la source de confusions. Les représentations les plus répandues du drapeau mettaient le gueules contre la hampe dans la disposition verticale ou alors en chef dans celle horizontale,. Après des recherches dans les archives cantonales, le Conseil d'État tessinois énonce, le 20 septembre 1922, un décret concernant les couleurs et sceaux du canton, dont la description était encore très floue et qui n'a donc pas été appliqué de manière uniforme par la suite. Le Conseil d'État tessinois a donc énoncé un nouvel arrêté, le 6 octobre 1930, dans lequel il est indiqué que le drapeau tessinois est de forme carrée et que les couleurs sont disposées horizontalement sur le drapeau (le rouge en haut) contrairement aux armoiries qui sont disposées verticalement (avec le rouge à la droite héraldique).

## Signification
L'origine des couleurs est sujette à diverses interprétations. Louis Mühlemann avance plusieurs théories dans son ouvrage mais retient principalement l'idée que le rouge et le bleu se trouvaient tant sur les couleurs des quatre grandes villes du nouveau canton, à savoir Belinzona, Locarno, Lugano et Mendrisio avec le rouge et Locarno avec le bleu. Le blanc, couleur commune à ces quatre villes, aurait été écarté afin de ne pas créer une confusion avec le drapeau français.
Une autre source provenant du Musée de la Mémoire de la Suisse italienne, également confirmée par Mühlemann, indique que le bleu et le rouge auraient été repris du drapeau de Paris en rappel de la Révolution française et de gratitude envers Napoléon Ier, ce dernier ayant offert la souveraineté territoriale au canton avec l'Acte de Médiation.

## Descriptions

### Description vexillologique
La description vexillologique du drapeau Tessinois est « Coupé de rouge et de bleu ». Le drapeau a les couleurs disposées de telle sorte qu'elles se trouvent les deux près de la hampe.

### Description héraldique
La description héraldique des armoiries Tessinoises est « Parti de gueules et d'azur ». Les armoiries sont donc différentes du drapeau. Les couleurs du drapeau sont donc en rotation de 90° dans le sens inverse des aiguilles d'une montre.
Dans son introduction en page 14, Adolphe Gauthier explique que l'habitude de disposer les couleurs sur une bannière se faisait de façon horizontale, notamment pour la raison que lorsque le drapeau était enroulé, on pouvait toutefois en distinguer toutes les couleurs le composant. Ce n'est qu'avec l'apparition du Tricolore français, et sa symbolique révolutionnaire, qu'une introduction verticale de couleurs s'est progressivement mise en place.

## Autre représentation vexillologique et héraldique
Le drapeau est également décliné sous forme d'oriflamme, soit en queue de pie, soit en base plate. L'oriflamme des cantons reprenant le drapeau cantonal dans sa partie supérieure et les couleurs cantonales dans la partie inférieure est appelée un drapeau « complet ». Le rouge doit toujours être vers la hampe.

Drapeau complet tessinois.

## Utilisation et mention
Les couleurs sont disposées horizontalement sur le drapeau, le rouge en haut. Sur les armoiries, les couleurs sont disposées verticalement, avec le rouge à la droite héraldique.
Les armoiries se retrouvent sur les plaques d'immatriculation arrières de véhicules enregistrés dans le canton du Tessin.

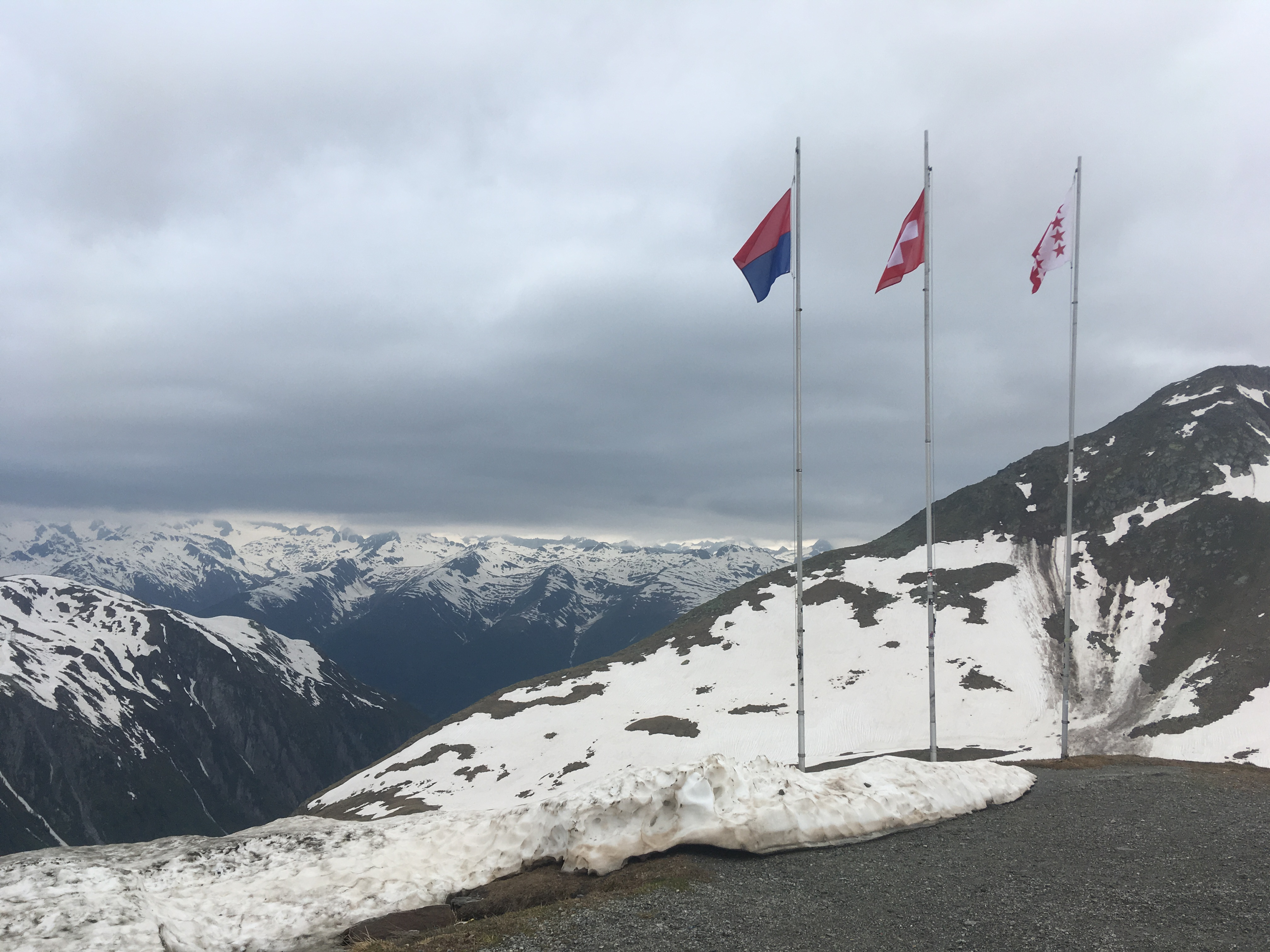
Le drapeau tessinois au col du Nufenen.
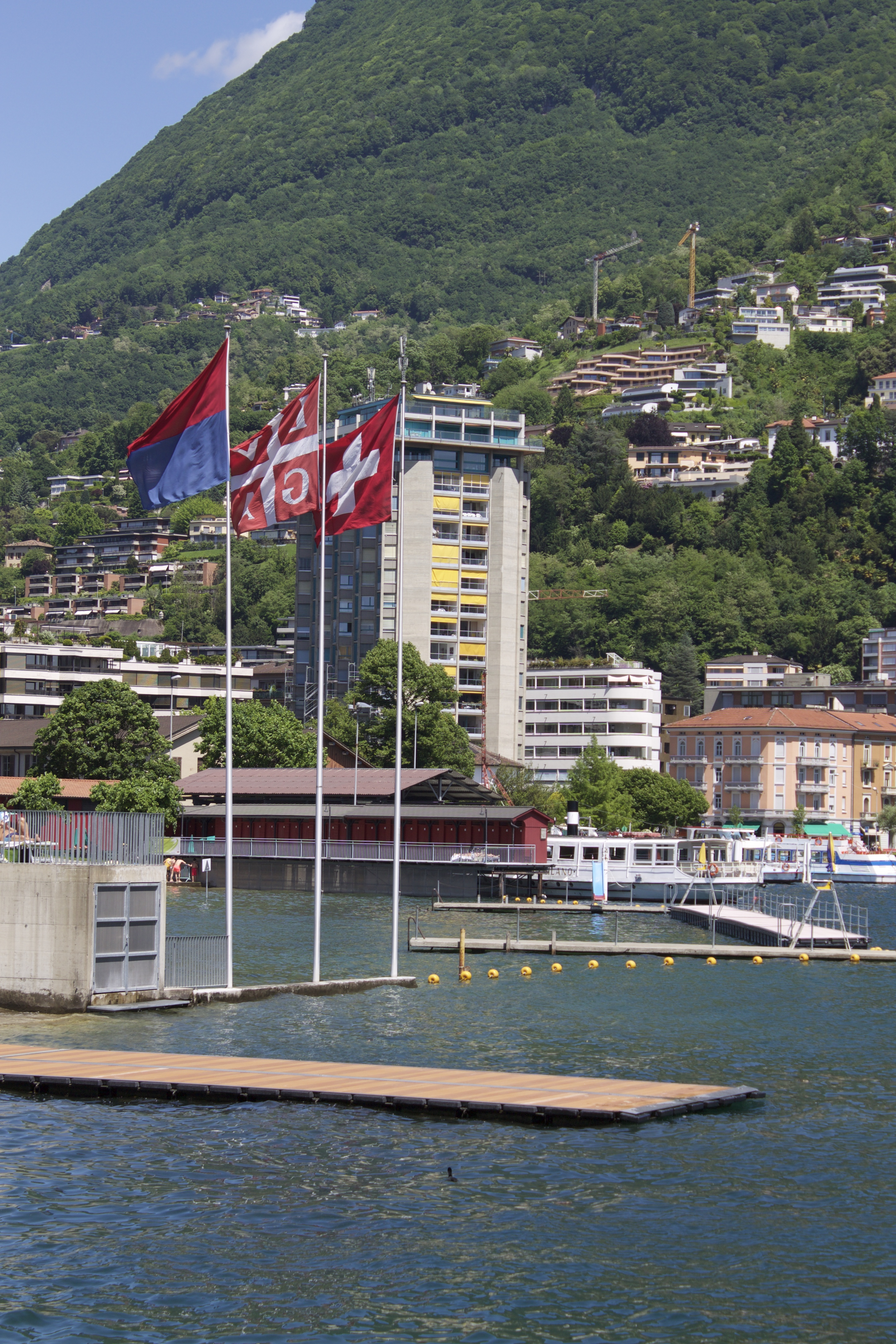
Le drapeau cantonal sur un mât à Lugano.
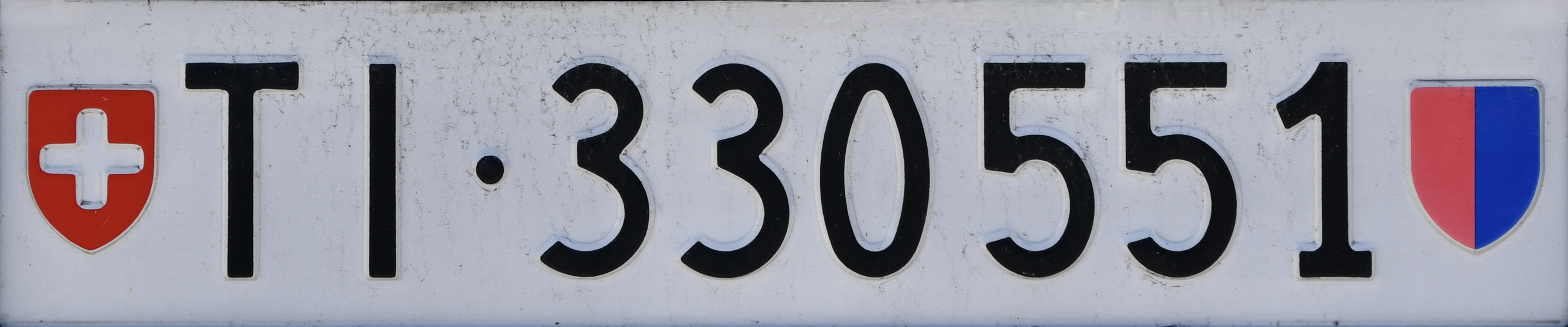
Plaque d’immatriculation arrière tessinoise.